# Biri Biri
Biri Biri vagy születési nevén Alhaji Momodo Njie (Bathurst, 1948. március 30. – Dakar, Szenegál, 2020. július 19.) válogatott gambiai labdarúgó, csatár.

## Pályafutása
1965 és 1970 között az Augustians Bathurst, 1970 és 1972 között a Wallidan Bathurst labdarúgója volt. 1972–73-ban a dán B 1901, 1973 és 1976 között a spanyol Sevilla FC csapatában szerepelt. 1976–77-ben visszatért a Wallidanhoz. 1977–78-ban ismét a Sevillában játszott egy idényen át. 1978 és 1981 között a dán Herfølge BK labdarúgója volt. 1981-ben végleg hazatért és ismét a Wallidan játékosa lett, ahol 1987-ben fejezte be az aktív labdarúgást. Az Augustians-szal két bajnoki és egy kupagyőzelmet, a Wallidannal négy bajnoki és hat kupagyőzelmet nyert Gambiában.
1963 és 1987 között szerepelt a gambiai válogatottban.

## Sikerei, díjai
Augustians Bathurst
- Gambia bajnokság
  - bajnok (2): 1965–66, 1966–67
- Gambiai kupa
  - győztes: 1968

 Wallidan Banjul
- Gambia bajnokság
  - bajnok (4): 1970–71, 1976–77, 1981–82, 1984–85
- Gambiai kupa
  - győztes (6): 1971, 1972, 1977, 1984, 1986, 1987